# Masaaki Yanagishita
Masaaki Yanagishita (Shizuoka, 1 de janeiro de 1960) é um treinador de futebol profissional japônes, atualmente no Júbilo Iwata.
Como jogador, jogou no Yamaha Motors (atual Júbilo Iwata). em segida inicia a carreira de treinador no Jubilo, Consadole Sapporo e retornou ao Jubilo Iwata, onde ganhou as Copas  da Liga Japonesa de 2010 e Suruga Bank 2011.

## Títulos
Júbilo Iwata
- Copa da Liga Japonesa: 2010
- Copa Suruga Bank: 2011